# جو سیفرت
جوزف سیفرت (فرانسوی: Joseph Siffert‎؛ زادهٔ ۷ ژوئیهٔ ۱۹۳۶ در فریبورگ، درگذشتهٔ ۲۴ اکتبر ۱۹۷۱ در کنت) رانندهٔ مسابقات اتومبیل‌رانی اهل سوئیس بود که از فصل ۱۹۶۲ تا ۱۹۷۱ در مجموع در صد گراند پری از مسابقات جهانی فرمول یک شرکت کرد.
او در طول دوران فعالیت خود در فرمول یک ۲ بار مسابقه را از پول پوزیشن آغاز کرد و در ۴ مسابقه موفق شد سریع‌ترین زمان طی یک دور پیست را به نام خود ثبت کند. او در این مسابقات ۶ بار بر روی سکو رفت، مجموعاً ۲ بار به پیروزی دست یافت و ۶۸ امتیاز را نیز به نام خود به‌ثبت رساند.
سیفرت در ۲۴ اکتبر ۱۹۷۱ بر اثر تصادف رانندگی و آتش‌گرفتن خودرو در یک مسابقهٔ غیرقهرمانی فرمول یک در کنت درگذشت.